# Most Karpacki w Rzeszowie
Most Karpacki w Rzeszowie (Zapora) − most przez rzekę Wisłok w Rzeszowie.
Most Karpacki powstał w związku z rozbudową miasta na wschodnim brzegu Wisłoka. Pierwsze plany stopnia wodnego opracowano w Warszawie pod koniec lat 60. XX wieku. Poprzednio funkcjonował tylko jeden most stały zlokalizowany ok. 2,5 km od miejsca budowy w dół rzeki (Most Lwowski), przeprawa promowa Stanisława Nitki oraz kładka stalowa. W latach 70. XX wieku zbudowano zaporę tworząc zalew. Konstrukcja składa się z zapory ziemnej, jazu ruchomego i żelbetowego mostu. Na grzbiecie zapory utworzono jezdnię (obecnie jest to część alei Powstańców Warszawy), która w znacznym stopniu usprawniła komunikację w mieście.